# Uvaria ngounyensis
Uvaria ngounyensis este o specie de plante angiosperme din genul Uvaria, familia Annonaceae, descrisă de François Pellegrin. Conform Catalogue of Life specia Uvaria ngounyensis nu are subspecii cunoscute.